# 林學
林学是经营林地，研究林业生产，为人类谋福利的科学。林学范围包括造林、育林、护林、森林采伐与更新、林业机械、森林管理等方面的科学，广义的还包括木材采运，林产品加工等方面。
根据联合国粮农组织的统计，全世界森林面积占总土地面积的32%，南北美洲和俄罗斯森林面积最大，森林是许多野生动物和鸟类的主要栖息地，也是人类的发源地，森林被形容为“地球之肺”，是为大气提供氧气的主要来源。保护森林，研究森林是人类的一项重要任务。
林学研究森林的生长发育、结构与功能，探求如何对森林进行培育、管理、保护和利用。基础研究的主要任务是要阐明森林的形成、生长、发育等基本规律，了解林木产量形成的内在机制及其与环境之间的关系，弄清森林的结构和森林生物之间的相互关系等等。同时，还必须研究解决林业生产中所面临的重要问题，如：森林资源的快速恢复，森林生产力的下降，增强森林对自然灾害的抵御能力，培育适用于不同用途的新品种，提高木材的利用率等等。 

## 外部連結
- Silviculture （页面存档备份，存于） on the Ritchiewiki
- Silvics of North America Volumes 1 and 2 (USDA Forest Service, Agriculture Handbook 654, December 1990) （页面存档备份，存于）
- Silviculture Practices in Canada